# Black Diamond (éléphant)
Pour les articles homonymes, voir Black Diamond.
Black Diamond (1898-1929) était un éléphant indien appartenant au cirque Al G. Barnes. 

## Histoire
Pesant neuf tonnes, il était considéré comme le plus grand éléphant indien en captivité. Bon ouvrier mais enclin aux colères, il a généralement été enchaîné à deux éléphantes femelles calmes lors de défilés à travers les villes visitées par le cirque. Le 12 octobre 1929, alors qu'il était débarqué à Corsicana, Texas, Black Diamond se déchaîna, blessant son ancien entraîneur de longue date, H. D. (Curley) Pritchett, et tuant l'actuelle employée de Pritchett, Eva Speed Donohoo (ou Donohue).
Mme Donohoo n'était pas la première personne à avoir été tuée par Black Diamond, donc après sa recapture, il a été jugé trop dangereux de continuer avec le cirque et la décision a été prise de l'euthanasier. De nombreuses idées ont été lancées, mais sa taille rendait la plupart d'entre elles impraticables; la décision finale était de l'abattre. Jusqu'à 50, peut-être plus de 100 coups de feu furent nécessaires avant la mort de Black Diamond.
Sa tête montée, exposée dans un musée à Houston au Texas pendant de nombreuses années, a finalement été acquise par un homme d'affaires local corse, Carmack Watkins, qui avait été un garçon à cinq ans de la foule ce jour-là en octobre 1929. Apparemment, un de ses pieds a été transformé en piédestal pour un buste de Hans Nagle, premier gardien de zoo de Houston, l'homme qui a tiré le dernier coup qui a abattu Black Diamond. Une autre de ses jambes est exposée dans l'ancien bureau de poste de la ville fantôme, Helena, TX.
En 2006, le chanteur/compositeur Al Evans a écrit "Black Diamond's Song", une lamentation du point de vue du pachyderme.
Le Cirque Américain de Curtis Eller a enregistré "L'Exécution de Black Diamond", un récit des événements du 12 octobre 1929.